# Unierte Evangelische Kirche in Polnisch-Oberschlesien
Die Unierte Evangelische Kirche in Polnisch-Oberschlesien (polnisch Ewangelicki Kościół Unijny na polskim Górnym Śląsku) war eine unierte evangelische Kirche in der Zeit der Zweiten Polnischen Republik.

## Geschichte
Die Kirche bestand zwischen 1923 und 1939 in Ostoberschlesien, dem nördlichen und zentralen Teil der autonomen Woiwodschaft Schlesien. Als 1922 Ostoberschlesien an Polen abgetreten wurde, schieden die dortigen 17 evangelischen Kirchengemeinden, der gesamte Kirchenkreis Pleß und sieben Gemeinden des Kirchenkreises Gleiwitz mit zusammen 24 Geistlichen, aus der Kirchenprovinz Schlesien der Evangelischen Landeskirche der älteren Provinzen Preußens (Altpreußische Union) aus und bildeten auf ihrer Synode in Pleß am 6. Juni 1923 die Unierte Evangelische Kirche in Polnisch Oberschlesien mit Sitz in Katowice. Diese polnische Landeskirche blieb in geistlicher und finanzieller Hinsicht von der Kirchenprovinz Schlesien abhängig. „Dies war nach dem Deutsch-Polnischen Genfer Abkommen über Oberschlesien vom 15. Mai 1922 in § 95 und § 96 auch ausdrücklich zugestanden worden.“ Anderen evangelischen Kirchen in Polen gestatteten polnische Behörden eine grenzüberschreitende Zusammenarbeit mit deutschen Landeskirchen nicht.
Eine Verbindung mit der Unierten Evangelischen Kirche in Polen sowie eine Angliederung deutschsprachiger evangelischer Kirchengemeinden im ehemals Österreichischen Schlesien (Bielitz, Alt-Bielitz und Ober Kurzwald) wurden erwogen. Sie hatten sich 1922 von der Evangelischen Kirche Augsburgischen und Helvetischen Bekenntnisses in Kleinpolen abgetrennt. 
Die Mehrzahl der Kirchenmitglieder in den Städten waren Angehörige der deutschen Minderheit; die Kirchengemeinden im südlichen Ostoberschlesien waren polnischsprachig. Später kamen auch polnischsprachige Lutheraner aus dem Teschener Schlesien hinzu. Fast alle Kirchengemeinden waren lutherisch, nur Hołdunów war reformiert geprägt. Beinahe im gesamten Gebiet waren die Protestanten in der Minderheit. Im Jahr 1924 gab es etwa 40.000 Mitglieder. Bis 1936 verringerte sich ihre Zahl auf unter 30.000. Die höchsten Anteile an Protestanten gab es im Jahr 1933 in den Gemeinden Golasowice (75,3 %), Gać (71,6 %), Hołdunów (70,6 %), Bzie Dolne (60,6 %), Cisówka (34,4 %), Marusze (30,4 %) und Ruptawa (29,7 %).
Der evangelische Władysław Michejda (1896–1943) aus dem an die Tschechoslowakei gelangten westlichen Olsagebiet (bis 1918 Teil des Teschener Schlesiens), wo er den Volkstumskampf für die polnische Sache geführt hatte, wandte sich nach einem Intermezzo beim polnischen Militär Ende der 1920er Jahre dem Ringen um polnisches Volkstum in der Unierten Evangelische Kirche in Polnisch-Oberschlesien zu. Er führte Streitigkeiten polnischsprachiger Kirchenmitglieder gegen die meist mit Deutschsprachigen besetzte Kirchenleitung zwecks Klärung vor ordentliche Gerichte.
So erfocht er vor Gericht die Aufhebung des Synodalbeschlusses, der zugewanderten meist polnischsprachigen Protestanten aus den vormals zu Russland und Österreich gehörenden Teilen Polens die Aufnahme in die Kirche in Polnisch-Oberschlesien verwehrte. Seine Positionen vertrat Michejda in der von ihm gegründeten Zeitschrift Ewangelik Górnośląski, die 1932 bis 1939 erschien. Mithilfe der Oberschlesischen Gemischten Kommission, eines durch das deutsch-polnische Genfer Abkommen etablierten Organs zur Regelung von Streitigkeiten, erlangte er die Zulassung der polnischen Sprache im evangelischen Religionsunterricht.
Mit Auslaufen des Genfer Abkommens im Mai 1937 entfiel der Schutz vor Eingriffen in die Kirchenautonomie und die Kirche in Polnisch-Oberschlesien verlor den Status als altpreußische Kirchenprovinz. So gewann Michejda das Schlesische Parlament dafür, im Juli des Jahres einen von ihm verfassten Entwurf einer neuen Kirchenordnung für die Kirche in Polnisch-Oberschlesien per Gesetz zu erlassen, wodurch er kommissarisch die Kirchenleitung übernahm und polnischsprachige Pastoren an die Kirchengemeinden entsandte.
So wurde Kirchenpräsident Hermann Voß, von 1923 bis 1937 im Amt, per schlesisches Sejmgesetz abgesetzt. Die Kirchenorgane erkannten die Absetzung nicht an. Nach dem Tod Voß’ 1938 wählten die übrigen Mitglieder der Kirchenleitung Oskar Wagner zum Kirchenpräsidenten, den die polnische Regierung jedoch bald nach Deutschland auswies.
Von September 1938 bis April 1939 wirkte Michejda im Kampf für den Anschluss des tschechoslowakischen westlichen Olsagebietes an Polen, woraufhin er im Mai 1939, nachdem Polen im Vorgriff auf die in München beschlossene Zerstückelung der Tschechoslowakei entlang von Sprachlinien Ende Oktober 1938 deren polnischsprachiges Olsagebiet annektiert hatte, nach Těšín verzog, wo er für die polnische Regierung Treuhänder des enteigneten Trzynietzer Eisenwerkes wurde.
Nach dem Überfall auf Polen wurde das autonome Schlesien von der Wehrmacht besetzt und Deutsch-Oberschlesien angegliedert. Die Unierte Evangelische Kirche in Polnisch-Oberschlesien wurde aufgelöst und ab November 1939 bis 1945 gehörten ihre Kirchengemeinden zur Evangelischen Kirche der altpreußischen Union, wie die preußische Landeskirche seit 1922 hieß. Infolge von Flucht und Vertreibung durch das polnische Nachkriegsregime ging ab 1945 die Zahl der Protestanten in Oberschlesien erheblich zurück und es kam nicht zur Wiederbegründung der Kirche. Die verbliebenen Protestanten und ihre Kirchengemeinden gehörten nach 1945 zur Evangelisch-Augsburgischen Kirche in Polen.

## Gemeinden
| Gemeinde                                       | Gründungsjahr     | Zahl der Mitglieder (1937) | Kirche                                       | Bild                       |
| ---------------------------------------------- | ----------------- | -------------------------- | -------------------------------------------- | -------------------------- |
| Pszczyna (Pless)                               | 1742 (1764)       | 3150                       | Evangelische Kirche in Pszczyna              |                            |
| Tarnowskie Góry (Tarnowitz)                    | 1742 (1764)       | 1023                       | Evangelische Kirche in Tarnowskie Góry       |                            |
| Piasek (Ludwigsthal)                           | 1754 (1764)       | 190                        | Evangelische Kirche in Piasek                |                            |
| Golasowice (Gollasowitz)                       | 1765              | 1985                       | Evangelische Kirche in Golasowice            |                            |
| Wodzisław Śląski (Loslau)                      | 1776 (in Marusze) | 615                        | Evangelische Kirche in Wodzisław Śląski      |                            |
| Hołdunów (Anhalt O.S.)                         | 1770              | 798                        | Evangelische Kirche in Hołdunów (zerstört)   |                            |
| Rybnik                                         | um 1791           | 1110                       | Evangelische Kirche in Rybnik                |                            |
| Lubliniec (Lublinitz)                          | um 1850           | 160                        | Evangelische Kirche in Lubliniec             |                            |
| Żory (Sohrau)                                  | 1851              | 985                        | Evangelische Kirche in Żory                  |                            |
| Mikołów (Nikolai)                              | 1854              | 2030                       | Evangelische Kirche in Mikołów               |                            |
| Katowice (Kattowitz)                           | 1856              | 7100                       | Auferstehungskirche (Katowice)               |                            |
| Mysłowice (Myslowitz)                          | 1857              | 1550                       | Evangelische Kirche in Mysłowice             |                            |
| Królewska Huta (ab 1934 Chorzów) (Königshütte) | um 1876           | 5015                       | Evangelische Kirche in Chorzów               |                            |
| Siemianowice (Siemianowitz)                    | 1888              | 2510                       | Evangelische Kirche in Siemianowice          |                            |
| Nowa Wieś (heute Wirek) (Antonienhütte)        | 1898              | 1215                       | Evangelische Kirche in Ruda Śląska           |                            |
| Ruptawa (Ruptau)                               | 1908              | 996                        | Alte evangelische Kirche in Jastrzębie-Zdrój |                            |
| Szopienice (Rozdzień) (Schoppinitz)            | 1910 (Rozdzień)   | 1250                       | Evangelische Kirche in Katowice-Szopienice   |                            |
| Świętochłowice (Schwientochlowitz)             | 1910              | 2020                       | Evangelische Kirche in Świętochłowice        |                            |
| Lipiny (Lipine)                                |                   | 915                        | Evangelische Kirche in Lipiny (zerstört)     | auf einer Postkarte (1918) |
| Warszowice (Warschowitz)                       | um 1933           | 498                        | Alte evangelische Kirche in Warszowice       | auf einem Foto             |